# Cattleya hispidula
Cattleya hispidula là một loài thực vật có hoa trong họ Lan. Loài này được (Pabst & A.F.Mello) Van den Berg mô tả khoa học đầu tiên năm 2008.